# Mattafix
Mattafix — хип-хоп-дуэт из Великобритании. Участники: Марлон Рудетт (род. 5 января 1983 г.) и Притеш Хирджи (род. 29 октября 1979 г.). Их музыка это смесь хип-хопа, соул, регги.

## История
Основателями хип-хоп-дуэта Mattafix являются Марлон Рудетт и Притеш Хирджи.
Марлон родился в Лондоне, однако всё своё детство провёл на небольшом острове Сент-Винсент в Карибском море. Живя на острове, Марлон отдавался самым разным увлечениям: играл на саксофоне, писал стихи, а также тексты песен в стиле рэп.
Притеш Хирджи также уроженец Лондона, где и прошло всё его детство. Родители Притеша были выходцами из Индии, по своему опыту знавшие трудности жизни эмигрантов. Музыкальные вкусы Притеша сформировались под влиянием различных культур и распространялись на такие музыкальные направления, как восточные мелодии, хип-хоп, альт-рок и клубная электроника.
С Марлоном Притеш познакомился, когда работал в звукозаписывающей студии. Идея совместного творчества возникла именно тогда, но подготовительный этап растянулся на несколько лет. Вскоре публика увидела их фьюжн, включающий в себя такие различные стили, как хип-хоп, регги, соул, блюз и танцевальные ритмы.
Первый сингл Mattafix «11.30 (Dirtiest Trick In Town)» был выпущен ограниченным тиражом 31 января 2005. Первый полноценный сингл «Big City Life», вышедший 8 августа 2005 года, стал невероятно успешным и занял вершины чартов Германии, Австрии, Италии, Швейцарии и Новой Зеландии. Третий сингл «Passer By» вышел 24 октября 2005 и предварил выход дебютного альбома Signs of a Struggle, который появился неделей позже.
Рецензент Allmusic Алексей Ерёменко оценил альбом в 4.5 из 5, отметив, что в плане музыки Mattafix звучат интригующе непредсказуемо, «используя знакомые элементы и превращая их в нечто новое или неопробованное ранее».

## Дальнейшая судьба
В 2011 году было объявлено о распаде группы из-за различий в планах на будущее и одновременно о грядущем выходе альбома Марлона Рудетта, который воспользуется старым названием Mattafix в качестве имени исполнителя. Альбом, получивший название Matter Fixed, будет издан лейблом Universal. Марлон Рудетт сообщил, что новый альбом не будет радикальным сдвигом по отношению к старому звучанию Mattafix, но он всё же несколько другой — в музыке будет больше инструментов и глубины, она станет сложнее, но по-прежнему будет «потрясающе звучать».
По состоянию на сентябрь 2011 года сингл «New Age» занимал первое место в чартах Германии.
В 2014 году вышeл следующий альбом Electric Soul.

## Дискография
- 2005 — Signs of a Struggle
- 2007 — Rhythm & Hymns[9]